# リーオンザー・バーバー
リーオンザー・バーバー（Leeonzer Barber、1966年2月18日 - ）は、アメリカ合衆国の男性プロボクサー。ミシガン州デトロイト出身。元WBO世界ライトヘビー級王者。

## 来歴
1986年12月10日、バーバーはプロデビューを果たし初回KO勝ちを収め白星でデビューを飾った。
1990年12月15日、ジム・マクドナルドと対戦し3回17秒TKO勝ち。
1991年2月19日、ザ・パレスでWBCアメリカ大陸ライトヘビー級王者ロベルト・ジョンソンと対戦し2回TKO勝ちで王座獲得に成功した。
1991年5月9日、マイケル・モーラーの返上で空位となったWBO世界ライトヘビー級王座決定戦でトム・コリンズと対戦し6回TKO勝ちで王座獲得に成功した。
1992年1月7日、アンソニー・ヘンブリックと対戦し12回2-1(113-115、114-113、115-113)の判定勝ちで初防衛に成功した。
1993年2月27日、中国で初の世界タイトルマッチとして北京でマイク・セディーロと対戦し12回3-0(2者が116-111、117-112)の判定勝ちで2度目の防衛に成功した。
1993年9月29日、アンドレア・マージと対戦し12回3-0(116-113、115-114、115-113)の判定勝ちで3度目の防衛に成功した。
1994年1月29日、ニッキー・ピーパーと対戦し9回1分40秒TKO勝ちで4度目の防衛に成功した。
1994年9月10日、ハンブルクのスポッサーレでダリユシュ・ミハルチェフスキと対戦し12回0-3(109-117、2者が111-116)の判定負けで5度目の防衛に失敗し王座から陥落した。
1999年1月9日、ラモン・ギャビーと対戦し9回1分18秒TKO負けで現役を引退した。
2004年1月30日、サハド・アブドゥリ・アジズと対戦し8回1-2の判定負けを喫し5年ぶりの現役復帰戦を飾れず再度現役を引退した。

## 獲得タイトル
- WBCアメリカ大陸ライトヘビー級王座
- 第2代WBO世界ライトヘビー級王座(防衛4)